# Jackie Coogan

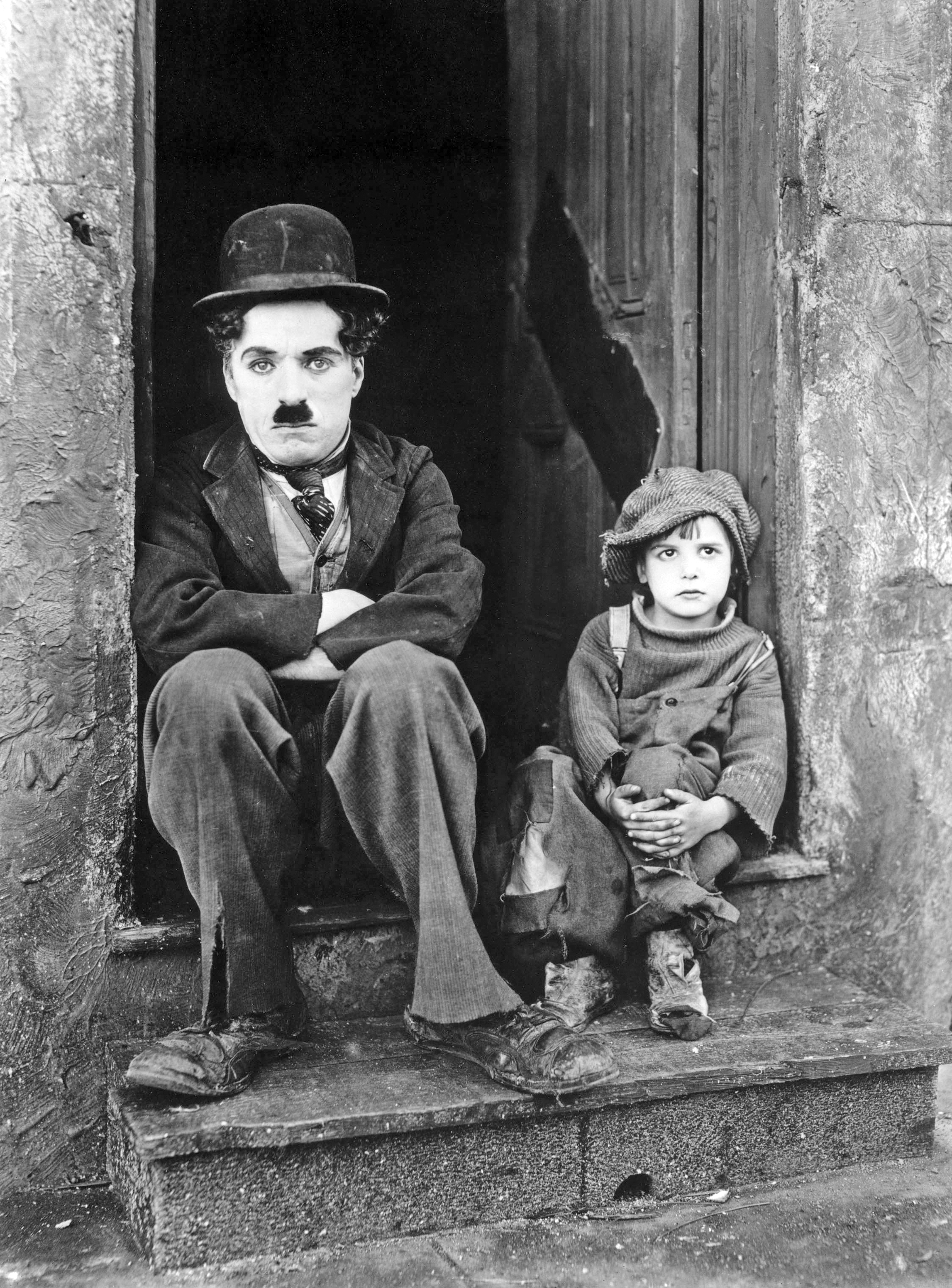
Charlie Chaplin och Jackie Coogan i Chaplins pojke (1921).

Jackie Coogan (John Leslie Coogan Jr), född 26 oktober 1914 i Los Angeles, Kalifornien, död 1 mars 1984 i Santa Monica, Kalifornien, var en amerikansk skådespelare. Coogan inledde sin skådespelarkarriär redan som barn med att uppträda på scen och i stumfilmer, däribland i Chaplins pojke (1921).

## Biografi
Sin första filmroll fick Coogan redan 1917, då han medverkade i filmen Skinner's Baby, men han omnämndes inte i rollistan. Senare var han Charlie Chaplins motspelare i filmen Chaplins pojke (The Kid) från 1921 och spelade huvudrollen i Frank Lloyds Oliver Twist 1922. Under sina år som barnstjärna tjänade Coogan runt fyra miljoner dollar, men pengarna förskingrades och slösades bort av hans mor och styvfar på dyrbara föremål. Han stämde dem 1938, men fick endast tillbaka 126 000 dollar. Detta ledde till att en lag infördes, som skyddar barnstjärnor i USA, känd som Coogan Act.
Då Coogan blev äldre dalade hans stjärna och 1941 tog han värvning i US Army Air Force där han tjänstgjorde som flyginstruktör under andra världskriget. Då kriget tagit slut återvände han till skådespeleriet. Som vuxen spelade han bland annat rollen som den skallige groteske Farbror Fester i TV-serien Familjen Addams, som spelades in mellan 1964 och 1966.
Coogan var gift fyra gånger, bland andra med skådespelerskan Betty Grable åren 1937–1939. Han avled 1984 av en hjärtinfarkt.

## Filmografi i urval
- Skinner's Baby (1917)
- Chaplins pojke (1921)
- Oliver Twist (1922)
- Little Robinson Crusoe (1924)
- Johnny Get Your Hair Cut (1927)
- The Bugle Call (1927)
- Tom Sawyer (1930)
- Huckleberry Finn (1931)
- College Swing (1938)
- Million Dollar Legs (1939)
- Sky Patrol (1939)
- Queen of Broadway (1942)
- Kilroy Was Here (1947)
- Varieties on Parade (1951)
- The Buster Keaton Story (1957)
- Perry Mason (1961–1966)
- When the Girls Take Over (1962)
- Familjen Addams (1964–1966)
- Girl Happy (1965)
- The Phantom of Hollywood (1974)
- Dr. Heckyl and Mr. Hype (1980)
- The Escape Artist (1982)
- The Prey (1984)